# アイアンリージ
アイアンリージ(Iron Liege)とは、アメリカ合衆国生産の競走馬、種牡馬。主な勝ち鞍に1957年のケンタッキーダービー。種牡馬としてフランス、その後日本に輸出された。

## 経歴
ケンタッキーダービーの他にジャージーステークス1着、プリークネスステークス2着等があり、全成績は33戦11勝、総獲得賞金は404,169ドルである。生産・馬主はカルメットファーム。主戦騎手はビル・ハータック、調教師はホレス A.ジョーンズ。
同世代はギャラントマン、ラウンドテーブル、ボールドルーラー等がいるアメリカ競馬史上屈指の世代として知られ、アイアンリージはこれらを下してケンタッキーダービーに勝利した。ただし、ハナ差で下した2着ギャラントマンの騎手ウィリアム・シューメーカーは、一度先頭に立ちながらもゴール板を間違え後退している。3着ラウンドテーブル、4着ボールドルーラーは突き放しており、この世代トップクラスの実力を持っていた馬であった。

## 種牡馬
競走馬を引退後、アイアンリージはフランスのオーナーブリーダーであるマルセル・ブサックに購入され、1959年から1967年までフランスで供用されていた。フランスでの種牡馬成績は、1971年末時点で産駒の勝鞍が120勝、産駒の総獲得賞金は2,756,316フランであった。フランスでの主な産駒には、ラコンコルド賞勝ち馬イロール（Iror）、ラグランジュ賞勝ち馬コーデュロイ（Corduroy）、パース賞勝ち馬アドガー（Adjar）がいる。
その後アイアンリージは1967年12月に日本の日本軽種馬協会によって購入され、栃木県西那須野町の那須種馬場に繋養、のちに北海道静内町の静内種馬場へと移された。1972年に静内にて、心筋梗塞により死亡した。
日本においては有馬記念に優勝したストロングエイトの父として知られる。以下は日本における主な産駒とその勝鞍である。
- イチウエルス - 1963年生、牡馬。金盃、報知オールスターカップ、宇都宮記念。中央登録名はチトセブライム。[5]
- ストロングエイト - 1969年生、牡馬。有馬記念、鳴尾記念、アメリカジョッキークラブカップ。[6]
- ナスノメロデイ - 1970年生、牝馬。フラワーカップ(OP)。[7]
- タイホウヒーロー - 1972年生、牡馬。鳴尾記念、目黒記念（秋）、札幌記念。[8]
- ニツシヨウリージ - 1972年生、牡馬。高崎大賞典。[9]

また、母父としての主な産駒に以下のものがいる。
- Alvedas - 1970年生、牡馬。父Abdos。ダフニス賞。
- Perello - 1974年生、牡馬。父Crepello。クリテリヨムドメゾンラフィット。
- Esclavo - 1976年生、牡馬。父ヴァイスリーガル。ヴィットリオディカプア賞、キウスーラ賞、カウフホフ大賞など。
- Imyar - 1979年生、牡馬。父Labus。エクスビュリ賞。
- ステートジャガー - 1981年生、牡馬。父サンシャインボーイ。サンケイ大阪杯、京浜盃、黒潮盃など。[11]
- タケノハナミ - 1982年生、牝馬。父ハードツービート。ローズステークス。[12]
- ホースメンホープ - 1973年生、牡馬。父ムーティエ。日本経済新春杯、中京記念。[13]
- ニッショウキング - 1975年生、牡馬。父ムーティエ。クモハタ記念。ホースメンホープの全弟。[14]
- ホスピタリテイ - 1979年生、牡馬。父テュデナム。セントライト記念、オータムスプリント。[15]

## 血統表
| アイアンリージの血統     | アイアンリージの血統                  | アイアンリージの血統                  | （血統表の出典）                      | （血統表の出典） |
| 父系                     | テディ系                              | テディ系                              | テディ系                              | [ § 2 ]          |
| 父 Bull Lea 1935 黒鹿毛  | 父の父Bull Dog 1927 黒鹿毛            | Teddy                                 | Ajax                                  | Ajax             |
| 父 Bull Lea 1935 黒鹿毛  | 父の父Bull Dog 1927 黒鹿毛            | Teddy                                 | Rondeau                               |                  |
| 父 Bull Lea 1935 黒鹿毛  | 父の父Bull Dog 1927 黒鹿毛            | Plucky Liege                          | Spearmint                             | Spearmint        |
| 父 Bull Lea 1935 黒鹿毛  | 父の父Bull Dog 1927 黒鹿毛            | Plucky Liege                          | Concertina                            |                  |
| 父 Bull Lea 1935 黒鹿毛  | 父の母Rose Leaves 1916 青鹿毛         | Ballot                                | Voter                                 | Voter            |
| 父 Bull Lea 1935 黒鹿毛  | 父の母Rose Leaves 1916 青鹿毛         | Ballot                                | Cerito                                |                  |
| 父 Bull Lea 1935 黒鹿毛  | 父の母Rose Leaves 1916 青鹿毛         | Colonial                              | Trenton                               | Trenton          |
| 父 Bull Lea 1935 黒鹿毛  | 父の母Rose Leaves 1916 青鹿毛         | Colonial                              | Thankful Blossom                      |                  |
| 母 Iron Maiden 1941 鹿毛 | 母の父War Admiral 1934 黒鹿毛         | Man o'War                             | Fair Play                             | Fair Play        |
| 母 Iron Maiden 1941 鹿毛 | 母の父War Admiral 1934 黒鹿毛         | Man o'War                             | Mahubah                               |                  |
| 母 Iron Maiden 1941 鹿毛 | 母の父War Admiral 1934 黒鹿毛         | Brushup                               | Sweep                                 | Sweep            |
| 母 Iron Maiden 1941 鹿毛 | 母の父War Admiral 1934 黒鹿毛         | Brushup                               | Annette K.                            |                  |
| 母 Iron Maiden 1941 鹿毛 | 母の母Betty Derr 1928 鹿毛            | Sir Gallahad                          | Teddy                                 | Teddy            |
| 母 Iron Maiden 1941 鹿毛 | 母の母Betty Derr 1928 鹿毛            | Sir Gallahad                          | Plucky Liege                          |                  |
| 母 Iron Maiden 1941 鹿毛 | 母の母Betty Derr 1928 鹿毛            | Uncle's Lassie                        | Uncle                                 | Uncle            |
| 母 Iron Maiden 1941 鹿毛 | 母の母Betty Derr 1928 鹿毛            | Uncle's Lassie                        | Planutess F-No.A4                     |                  |
| 母系(F-No.)              | (FN:A4)                               | (FN:A4)                               | (FN:A4)                               | [ § 3 ]          |
| 5代内の近親交配          | Bull Dog・Sir Gallahad 2 × 3 = 37.50% | Bull Dog・Sir Gallahad 2 × 3 = 37.50% | Bull Dog・Sir Gallahad 2 × 3 = 37.50% | [ § 4 ]          |
| 出典                     | 1. 2. 3. 4.                           | 1. 2. 3. 4.                           | 1. 2. 3. 4.                           | 1. 2. 3. 4.      |

母アイアンメイデンはデルマーハンデキャップなど12勝を挙げた馬で、アイアンリージ以外ではアメリカ殿堂馬スワップスの母となるアイアンリワード（Iron Reward）を産んでいる。母母ベティデルはラトニアオークス優勝馬。3代母のアンクルズラッシーは1929年のケンタッキーダービー優勝馬クライドヴァンデュッセン（Clyde Van Dusen）の母でもあった。